# Иван Фёдорович Шонур
Иван Фёдорович Шонур (середина XIV века) — названный в источниках князем козельским, согласно родословным предок бояр Сатиных.

## Происхождение
Согласно родословию князей Одоевских у внука Михаила Черниговского Тита Мстиславича были сыновья Святослав, Иван и Фёдор; у Фёдора, в свою очередь, сыновья Тит и Иван Шонур. В справке, без указания атрибутов конкретных документов (за искл. ссылки на определение Минского дворянского депутатского собрания от 13 марта 1822 г. № 135, подлинник которого, вероятно, находится в архиве Окинских), сообщается, что князь Иван Фёдорович был братом князя Фёдора, который в российских родословных назван Титом (Титом Фёдоровичем), и выехал в Литву предположительно из-за известных событий 1408 года (с точки зрения составителей справки — захвата (аннексии) Козельщины Великим князем Московским). Согласно той же справке, у Ивана Фёдоровича было три сына: Иван, Дмитрий и Фёдор.
Некоторые историки считают Фёдора Титовича и его сыновей фантомами, созданными лишь для того, чтобы вывести князей Огинских (потомков Григория Титовича) от Рюрика. Между тем, генетические исследования потомков Ольговичей показали, что Пузына (потомки Владимира Титовича) имеют тот же скандинавский гаплотип гаплогруппы N-L550, что и протестированные Мономашичи и Мосальские (потомки Святослава Титовича), в отличие от тарусско-оболенских князей.

## Потомки
По родословиям, у Ивана Шонура были сыновья Константин, Давыд, Иван и Роман. Константин и Роман сложили к себя княжение и служили Владимиру серпуховскому.
В 1371 году сыновья Ивана Андрей, Давыд и Борис, согласно Рогожскому летописцу, были воеводами в Кистьме и попали в плен к Михаилу тверскому, когда тот атаковал Бежецк. Существуют хронологические несоответствия, если сыновья Ивана Шонура действительно были внучатыми племянниками Ивана Титовича, женившегося около этого же времени на дочери Олега рязанского, и правнуками Тита Мстиславича, вместе с Олегом разбившего татар в 1365 году. Поэтому часть историков считают, что в 1365 году действовал брат Ивана Шонура Тит Фёдорович.